# Долно Луково
Долно Луково е село в Южна България, област Хасково, община Ивайловград.

## География
Селото е разположено в най-южната част на България, в непосредствена близост с Гърция. Въпреки незначителната надморка височина и широката долина на река Бяла релефът е планински със стръмни склонове обрасли с естествени дъбови гори. Климатът е средиземноморски – с мека пролет и дълга и топла есен, горещо и сухо лято и слънчева и дъждовна зима. Максимумът на валежите под влияние на средиземноморските циклони е през зимата (февруари). Вегетационният период е сред най-дългите в страната.
Басейнът на Бяла, десен приток на Арда, е разположен в най-южната част на България. Оттокът на реката се формира под въздействие на средиземноморския климат, като се колебае в много широки граници. Коефициентът на вариация на оттока при Долно Луково е много висок – 0,616, както и коефициентитът на асиметрия – 1,785. Модулът на оттока е нисък поради незначителната надморска височина – 11,7 л/сек на кв. км. Месечният минимален отток на Бяла при Долно Луково става почти нула в края на лятото (септември), поради средиземноморкото климатично влияние. Леките песъчливи почви благоприятствуват бързото отцеждане на дъждовните води. При максимален отток (февруари) Бяла се превръща в голяма река, отнася мостове, формира широки меандри. Високите води на Бяла спрели първоначално дори победния ход на Калоян към Димотика. Възпрепятстван от огромния разлив на Бяла, Калоян се оттеглил в крепостта Лютица и предприел мелиоративни мерки за отклоняването на реката преди окончателно да завладее Димотика (1205-1207).
Землището е богато на подпочвени води – от терасите на Бяла и карстови.
В непосредствена близост до Долно Луково се намира Прилепната пещера (Прилепова дупка) с дължина 15 м и денивелация 5 м.
Поминъкът на населението се формира традиционно от земеделието. Отглеждането на сусам е най-екзотичният подотрасъл, запазен и до днес. Местната кооперация отглежда сусам на 70 дка. За да се постигнат високи добиви от сусама, от голямо значение е сеитбата. Тя се извършва на ръка. Възрастни хора разказват, че от шепа сусамово семе трябва да се направят най-малко 36 хвърляния в нивата. Сеитбата се прави при залез слънце през късна пролет. Ивайловград е едно от малкото места в страната, където все още работи таханджийница.
В землището на селото се отглеждат още тютюн, грозде, овощия. Запазени са въглищарството, бъчварството, железарството, налбантството, бояджийството, медникарството, керемидарството, каменарството, яхнаджийството – маслопроизводството, домашните занятия, винопроизводството и др.
В тези южни земи се формира първият в страната бубарски микрорайон. Благоприятното съчетание от средиземноморски климат и плодородни почви по долината на р. Бяла, определят отличните условия за виреенето на черничевата култура, употребявана за храна на копринените буби. А икономическите предпоставки са свързани с близостта на цветущите бубарски и копринени центрове Одрин, Димотика и Софлу в миналото. Бубарството тук се запазва до към 1980. Днес единствени неми свидетели за богатите бубарски фамилии в началото на ХХ век са големите, сега пусти, бубарски къщи в Долно Луково и съседните села – Одринци, Сив кладенец, Мандрица и Горно Луково.
В миналото между общностите на Долно и Горно Луково и Софлу /днес Суфли, Гърция/ са съществували оживени търговски взаимоотношения, базирани на отглеждането на буби и производството на коприна по стари и уникални занаятчийски методи.

## История
Богата е историята на село Долно Луково. В миналото то наброява 70 къщи с около 320 жители. През 1958 година започва масово изселване на местното население. След това там се заселват жители от Крумовградско. Днес жителите на Долно Луково са около 112 души. Докато през Възраждането основният поминък е пашкулопроизводството и зеленчукопроизводството, сега поминъкът е тютюнопроизводство и сусамопроизводство.
Църквата „Св. св. Константин и Елена“ е построена в 1806 година изцяло с дарения. Издигната е за броени дни за да се спази султанския указ, че духовен храм с изграден покрив не се разрушава. Градежът на църквата е от плоски речни камъни. Построена е под формата на селскостопанска постройка. Тя няма камбанария и до 1950 година дървено клепало, окачено на висок дъб до храма, възвестявало на миряните за молитва.
През 1896 година в центъра на селото е издигната голямата трикорабна базилика „Свети Архангел Михаил“, до която е камбанарията. От 1992 година черквата „Св. св. Константин и Елена“ е обявена за паметник на културата.
Върху вградена на пода пред олтара каменна плоча има надпис на гръцки с имената на ктиторите на храма - поп Димо, Милоулу, Христо, Гемиджоулу Вълчо и датата на освещаването 16 март 1806 година. В женското отделение има още една плоча с надпис. Интериорът е украсен с дърворезби и стенописи от неизвестни майстори.
Иконостасът е реставриран през 1970-те години от художник-реставратора Любомир Радев, а стенописите са реставрирани през 90-те години от художник – реставратора Стефан Аенски.

## Редовни събития
- Храмов празник на църква „Св. св. Константин и Елена“ – 21 май.

## Личности
Родени
- Яни Костадинов (1872 – ?), български революционер
- Костадин Хасърджиев (1861 – ?), български революционер от ВМОРО